# Нігяр Джамал
Нігя́р Джама́л (азерб. Nigar Camal; нар. 7 вересня 1980, Баку, Азербайджан) — азербайджанська співачка, переможиця пісенного конкурсу Євробачення 2011.

## Біографія
Народилася в місті Баку 7 вересня 1980 року. Співати почала в п'ятирічному віці у складі дитячого ансамблю (1985—1986). Закінчила музичну школу по класу фортепіано. У 1996 році стала дипломанткою конкурсу «Pohrə». Здобула вищу (Університет Хазар — Khazar University 1997—2001) економічну освіту. 2005 року одружилася і переїхала до Великої Британії. Зараз мешкає почергово у британській столиці та рідному Баку. 
Виконує пісні в жанрах соул, поп і Ритм-енд-блюз.

## Євробачення 2011
У 2011 році з Ельдаром Касимовим брала участь в азербайджанському відборі на Євробачення — Milli Seçim Turu 2010. Дует виграв конкурс з 11 очками, і це надало можливість представити Азербайджан на пісенному конкурсі Євробачення 2011, який проходив у травні 2011 року в Дюссельдорфі, Німеччина. Дует здобув переконливу перемогу, отримавши 221 бал. Тоді по 12 балів віддали Азербайджану — Росія, Туреччина, Мальта; 10 балів — Україна, Сан-Марино, Хорватія, Румунія, Молдова.
Пісня «Running Scared» написана шведською авторською командою — Стефаном Орном, Сандрою Б'юрман і Аяном Фаргухансоном. Цей же гурт написав пісню для іншої виконавиці від Азербайджану на «Євробаченні» — Сафурі Алізаде («Drip Drop»).
Важливим є, що підготовку азербайджанських артистів до конкурсу Євробачення кожного року проводить українська команда професіоналів на чолі з Олександром Ксенофонтовим — продюсером і чоловіком Руслани Лижичко — тріумфаторки Євробачення 2004 р.